# اسکای‌سونیک
اسکای‌سونیک (SkySonic) یک سامانه تسلیحاتی درحال توسعه در شرکت اسرائیلی سامانه‌های دفاعی پیشرفته رافائل است که برای مقابله با موشک‌های هایپرسونیک طراحی شده‌است.
گفته می‌شود این سامانه می‌تواند تهدیدات را در ارتفاع بین ۲۰ تا ۷۰ کیلومتر از بین ببرد.